# 埃尔温·凯勒
埃尔温·凯勒（德語：Erwin Keller，1905年4月8日—1971年），德国前男子曲棍球运动员。他曾代表德国参加1936年夏季奥林匹克运动会曲棍球比赛，获得一枚银牌。

## 家庭
儿子卡斯滕·凯勒。孙子安德烈亚斯·凯勒、弗洛里安·凯勒，孙女纳塔莎·凯勒。